# Bette Cooper
Bette Cooper (Hackettstown, 11 agosto 1920 – Greenwich, 10 dicembre 2017) è stata una modella statunitense, eletta Miss Bertrand Island e Miss America 1937.

## Biografia
Cooper aveva frequentato la Centenary Junior College (attuale Centenary College of New Jersey) di Hackettstown, dove era membro della sorority Delta Sigma Sigma, e da cui è diplomata nel 1938.
Ha avuto due figli, Cheryl e Gregory, e quattro nipoti, Adriane, Derek, Noelle e Sarah. Al momento della morte era la più anziana Miss America ancora in vita.